# Вестгемптон-Біч (Нью-Йорк)
Вестгемптон-Біч (англ. Westhampton Beach) — селище (англ. village) в США, в окрузі Саффолк штату Нью-Йорк. Населення — 2150 осіб (2020).

## Географія
Вестгемптон-Біч розташований за координатами 40°48′25″ пн. ш. 72°38′42″ зх. д. / 40.80694° пн. ш. 72.64500° зх. д. (40.806972, -72.645072).  За даними Бюро перепису населення США в 2010 році селище мало площу 7,78 км², з яких 7,59 км² — суходіл та 0,19 км² — водойми.

## Демографія
Згідно з переписом 2010 року, у селищі мешкала 1721 особа в 691 домогосподарстві у складі 420 родин. Густота населення становила 221 особа/км².  Було 2376 помешкань (305/км²).
Расовий склад населення:
| - 87,2 % — білих - 2,7 % — чорних або афроамериканців - 1,0 % — корінних американців - 1,0 % — азіатів - 6,4 % — осіб інших рас |

До двох чи більше рас належало 1,6 %. Частка іспаномовних становила 19,8 % від усіх жителів.
За віковим діапазоном населення розподілялося таким чином: 20,3 % — особи молодші 18 років, 62,6 % — особи у віці 18—64 років, 17,1 % — особи у віці 65 років та старші. Медіана віку мешканця становила 42,5 року. На 100 осіб жіночої статі у селищі припадало 109,6 чоловіків;  на 100 жінок у віці від 18 років та старших — 112,2 чоловіків також старших 18 років.
Середній дохід на одне домашнє господарство  становив 140 478 доларів США (медіана — 82 321), а середній дохід на одну сім'ю — 169 979 доларів (медіана — 98 654). Медіана доходів становила 85 938 доларів для чоловіків та 42 500 доларів для жінок. За межею бідності перебувало 11,0 % осіб, у тому числі 10,6 % дітей у віці до 18 років та 8,3 % осіб у віці 65 років та старших.
Цивільне працевлаштоване населення становило 762 особи. Основні галузі зайнятості: освіта, охорона здоров'я та соціальна допомога — 26,6 %, науковці, спеціалісти, менеджери — 15,1 %, фінанси, страхування та нерухомість — 13,0 %, роздрібна торгівля — 11,0 %.